# Vanessa Aleksander
Vanessa Aleksander (ur. 16 września 1996 w Warszawie) – polsko-słowacka aktorka.

## Życiorys
Jest córką Słowaczki Renaty Aleksander i Polaka Mirosława Aleksandra, którzy są łyżwiarzami figurowymi. Ma młodszego o cztery lata brata, Oliviera. Dorastała w Polsce, ale identyfikuje się jako Polka i Słowaczka. Uczyła się w II Liceum Ogólnokształcącym z Oddziałami Dwujęzycznymi im. Stefana Batorego w Warszawie w klasie międzynarodowej i zdawała maturę w języku angielskim. Dostała się na studia na kierunku architektura i wnętrzarstwo w Londynie, ale zrezygnowała z nich na rzecz studiów aktorskich w warszawskiej Akademii Teatralnej, które ukończyła w 2020.
Na scenie teatralnej zadebiutowała jako 13-latka w występach z młodzieżową grupą aktorską Tintilo działającą przy Teatrze Rampa. W latach 2019–2021 była aktorką Teatru Współczesnego w Warszawie. W 2019 otrzymała główną nagrodę aktorską i nagrodę im. Jana Machulskiego „Bądź orłem, nie zniżaj lotów” na 37. Festiwalu Szkół Teatralnych w Łodzi za rolę Pazyfae w spektaklu Każdy musi kiedyś umrzeć Porcelanko, czyli rzecz o Wojnie Trojańskiej i za rolę Soni w spektaklu Płatonow.
Na małym ekranie po raz pierwszy pojawiła się w 2014 w epizodycznej roli w serialu Ojciec Mateusz. Popularność wśród telewidzów przyniosła jej główna rola w serialu Wojenne dziewczyny (2017–2022). W filmie zadebiutowała rolą Gabi w obrazie Jana Komasy Sala samobójców. Hejter (2020). Gra jedną z głównych ról w serialu The Office PL (od 2021). Zagrała również w serialach: Krucjata. Prawo serii (2021), Rojst (2021–2024), Dziewczyna i kosmonauta (2023) i Krew (2023–2024) oraz w filmie Marzec ‘68 (2022). Została laureatką Telekamery 2024 dla aktorki oraz plebiscytu „Top Seriale 2025” Wirtualnej Polski w kategorii „najlepsza polska aktorka” za rolę w serialu The Office PL. Otrzymała także wyróżnienie Gwiazdy Plejady 2025 dla gwiazdy roku.
W 2022 była jedną z prowadzących audycję Bolesne poranki w Newonce.radio, a w 2023 prowadziła autorską audycję movie:my na antenie tego radia. W 2024 w parze z Michałem Bartkiewiczem zwyciężyła w finale 15. edycji programu rozrywkowego Polsatu Dancing with the Stars. Taniec z gwiazdami.

## Filmografia

### Filmy
- 2015: Legendy polskie: Smok (film krótkometrażowy) jako Ola
- 2020: Sala samobójców. Hejter jako Gabi Krasucka
- 2021: Listy do M. 4 jako policjantka Monika
- 2022: Marzec ‘68 jako Hania Bielska
- 2023: Też to słyszycie (film krótkometrażowy) jako Martyna
- 2024: Bonus Trip jako Maya
- 2025: Klątwa jako Anastazja, siostra Moniki

### Seriale
- 2014: Ojciec Mateusz jako Ala, siostra Agaty Gibalskiej i przyjaciółka Pauliny (odc. 145)
- 2015: Rodzinka.pl jako Edyta (odc. 160)
- 2016: Na noże jako Justyna
- 2017–2022: Wojenne dziewczyny jako Ewa Fronczak „Czarna”
- 2017: Belle Epoque jako prostytutka Mila
- 2019: Ultraviolet jako Lila (odc. 17)
- 2020: Mały zgon jako prostytutka Nina (odc. 3)
- 2021: Krucjata. Prawo serii jako podkomisarz Maria Darska
- 2021–2024: Rojst jako Joanna Drewicz, córka Kazimierza
- od 2021: The Office PL jako Patrycja Kowalska
- 2022: Warszawianka jako kelnerka na premierze (odc. 3)
- 2023: Dziewczyna i kosmonauta jako Marta Rybicka w młodości
- 2023: Kres niewinności jako Hania Bielska
- 2023–2024: Krew jako Laura Gajewska

### Polski dubbing
- 2019: Następcy 3
- 2019: Gwiezdne wojny: Skywalker. Odrodzenie – matka Rey
- 2020: Mulan – Mulan
- 2021: Hawkeye – Kate Bishop
- 2022: Sonic Prime – Rogue the Bat
- 2022: Dragon Age: Rozgrzeszenie – Qwydion
- 2023: Marvels – Kate Bishop
- 2023: Gran Turismo – Audrey
- 2023: Diablo IV
- 2024: Furiosa: Saga Mad Max – Furiosa

### Teledyski
| Rok          | Tytuł                      | Wykonawca          | Reżyseria       | Źr.          |
| Jako aktorka | Jako aktorka               | Jako aktorka       | Jako aktorka    | Jako aktorka |
| ------------ | -------------------------- | ------------------ | --------------- | ------------ |
| 2022         | „Biała Sukienka”           | Ratel, Małe Miasta |                 | [ 14 ]       |
| 2023         | „Jak nie wrócę po północy” | Kuban, Szpaku      | Maciej Adamczak | [ 15 ]       |
| 2025         | „Fomo”                     | Bambi              | Dominik Cebula  | [ 16 ]       |

## Teatr
Akademia Teatralna w Warszawie
- 2018: Każdy musi kiedyś umrzeć Porcelanko, czyli rzecz o wojnie trojańskiej Agaty Dudy-Gracz (reż. Agata Duda-Gracz) jako Pazyfae
- 2019: Płatonow Antona Czechowa (reż. Monika Strzępka) jako Sonia[17]

Garnizon Sztuki
- 2024: Nienasyceni Jeffa Goulda (reż. Anita Sokołowska) jako Kaja[18]

Och-Teatr
- 2020: Lily Jacka Popplewell’a (reż. Krystyna Janda) jako Vickie Reynolds, maszynistka[19]

Teatr Polskiego Radia
- 2018: Kropla deszczu w ciemnym oceanie Marty Rebzdy (reż. Waldemar Modestowicz)
- 2019: Kto się nie chowa, ten kryje Marty Rebzdy (reż. Waldemar Modestowicz)
- 2020: Disneyland Stanisława Dygata (reż. Jarosław Tumidajski)

Teatr Rampa
- 2009: Świat Bastiana Michaela Ende (reż. Teresa Kurpias)

Teatr Współczesny w Warszawie
- 2020: Kuchnia Caroline Torbena Bettsa (reż. Jarosław Tumidajski) jako Amanda